# 楠正憲
楠 正憲（くすのき まさのり、1977年〈昭和52年〉3月1日 - ）は、日本のITアーキテクト、国家公務員。Japan Digital Design株式会社 Chief Technology Officer、ISO/TC307（ブロックチェーンと分散台帳技術に係る専門委員会）国内委員会 委員長、デジタル庁統括官。Linux IPv6 RPMプロジェクトFounder。その他にも多数の役職を兼務。主に情報技術と情報化にかかわる研究を行う。

## 概要
中学で留年し、高校を中退後、大検を取得。駒場東邦での中高時代は、新聞部の活動にのめりこんでいた。
その後、浪人中から秋葉原に入り浸り人脈を築く。神奈川大学経済学部在学中より認証連携プロトコルの設計に関わる他、Linux IPv6 RPMプロジェクトの立ち上げ、LinuxディストリビューションのIPv6対応を推進した。その後、株式会社インターネット総合研究所を経由しMicrosoft Asia Limitedに転じ、政策企画本部の立ち上げ。自治体との連携協定締結やベンチャー支援の先鞭をつけた他、古川享の帰国までCTO代理として技術渉外を統括、史上最大のウイルス感染事案 (Blaster) の収拾では政府対応を主導し、総務省、経済産業省、警察庁の研究会で事態を報告し、内閣官房情報セキュリティセンターの設立を提言する経済産業省の委員会に委員として参加。以後、総務省 スマートクラウド研究会 技術WG 構成員をはじめ、多数の政府委員会の委員・構成員を歴任した。また、2011年からは内閣官房 社会保障改革担当室 番号制度推進管理補佐官に就任。2016年、ISO/TC307の国内審議団体の委員長に就任。2021年からはデジタル庁統括官を務めている。

## 略歴
- 1977年 熊本県に誕生。
- 1993年4月 駒場東邦高等学校に入学
- 1994年5月 駒場東邦高等学校を中退
- 1996年4月 神奈川大学経済学部入学。在学しながら、ライターとして活動開始。
- 1998年 株式会社インターネット総合研究所入社。IX運用監視や黎明期のECサイト・電子決済ASPの構築、コンサルティングといった業務の傍ら、モバイル・コンテンツ・ベンチャーの立ち上げや、Linuxディストリビューションの開発、ワイヤレス技術の研究に携わる。
- 2001年3月 神奈川大学経済学部卒業。
- 2002年 マイクロソフト入社。Windows Server製品部Product Managerとなる。その後、政策企画本部 技術戦略部長（2003年7月より）、技術企画室 主席研究員（2004年5月より）、技術統括室 CTO補佐（2006年5月より）などを経て、2009年5月より、技術標準部 部長。
- 2011年12月12日付で内閣官房 社会保障改革担当室 番号制度推進管理補佐官に就任。（〜 現在）
- 2012年7月 ヤフー(株) セントラルサービス統括本部技術調査室室長（〜 2013年3月）
- 同8月10日 政府CIO室 政府CIO補佐官を併任（〜 2021年8月)
- 2013年4月 ヤフー(株) ID本部本部長（- 2014年3月）
- 同 東京大学大学院情報理工学系研究科非常勤講師（〜 現在）
- 2015年5月 一般社団法人 OpenIDファウンデーションジャパン代表理事[4] （〜 現在）
- 2016年11月 ISO/TC 307 （ブロックチェーンと分散台帳技術に係る専門委員会） 国内技術委員会委員長[5]（〜 現在）
- 2017年10月 Japan Digital Design株式会社 Chief Technology Officer 業務開発部 部長（〜 現在）
- 2021年9月1日付 デジタル庁統括官（デジタル社会共通機能担当）[6][7]、デジタル社会共通機能グループ グループ長[8]（〜 現在）

## 著作
- 共著
  - 田中 辰雄, coauthor=楠正憲（他10名）『智場 #110 日本のソフトウェア産業』国際大学グローバル・コミュニケーション・センター（GLOCOM ）、2007年。ISBN 978-4904305058。
  - 『憲法2.0−−情報時代の新憲法草案』ゲンロン、2012年。ASIN B00K1XRA86。
  - 高橋聡一郎『智場#121 ブロックチェーンのフロンティア』国際大学GLOCOM、2017年。ISBN 978-4904305157。
- Web寄稿 自著
  - 楠正憲（Japan Digital Design CTO） (2014-02-28 1:43). “『Bitcoinは当世のチューリップか、近未来のグローバル貨幣か』”. Yahoo!ニュース 2018年2月5日閲覧。 {{cite news}}: |date=の日付が不正です。 (説明)⚠
  - 楠正憲（国際大学GLOCOM客員研究員） (2014年3月12日). “日本でBitcoinが流行る日はくるのか”.  日経ビジネスONLINE. 2018年2月5日閲覧。
  - 楠正憲（国際大学GLOCOM） (2016年11月14日). “『「ブロックチェーンはスケーラブル」という神話と現実の課題』”.  日経ITPro. 2018年2月5日閲覧。
  - “『夕張で見たのは辺境の貧しさではなく、唐突に終わりを告げた豊かさと、偽りの希望の残滓だった』”.  Yahoo!ニュース (2017年8月21日). 2018年2月5日閲覧。
  - 日本語文字コード入門 α 版 歴史と Unicode における実装